# Arrojadoa albiflora
Arrojadoa albiflora es una especie de planta suculenta perteneciente al género Arrojadoa, dentro de la familia Cactaceae. Es endémica del nordeste de Brasil.

## Descripción
Arrojadoa albiflora es una especie de cactus de ramificación basal, de tallos delgados que pueden ser erectos, semierectos o rastreros. El tallo es de color verde blanquecino, lanoso, cilíndricos, a veces segmentado y de aproximadamente 2-3 cm de diámetro. Presenta numerosas espinas y erizadas.
Las flores se desarrollan en las puntas de los tallos, se abren durante el día y son de color blanco con tonalidades rosadas o violetas. Tienen forma tubular, de 3 a 3,5 cm de largo y tubos florales desnudos.
Los frutos tienen forma de baya, con la piel lisa, y muy jugosos. Son de color púrpura, rosa, rosado o rojo, con la pulpa blanca y de hasta 1,5 cm de diámetro.

## Distribución y hábitat
El área de distribución nativa de esta especie es el nordeste de Brasil (concretamente en el estado de Bahía) y crece principalmente en el bioma tropical estacionalmente seco.

## Taxonomía
Arrojadoa albiflora fue descrita por los botánicos neerlandeses Albert Frederik Hendrik Buining y A.J. Brederoo y publicada por primera vez en la revista ilustrada Succulenta (Netherlands) 54: 22 en 1975.

Etimología
- Arrojadoa: nombre genérico que fue otorgado en honor al brasileño Miguel Arrojado Lisboa, superintendente de los Ferrocarriles de Brasil en la época en que Britton y Rose describieron el género en 1920.
- albiflora: epíteto latino que significa 'con flores blancas'.[3]

## Estado de conservación
En la Lista Roja de Especies Amenazadas de la UICN, la especie está clasificada como “En Peligro Crítico (CR)”.

## Usos
Se cultiva principalmente como planta ornamental y su propagación se realiza normalmente a través de esquejes o semillas.